# بيرنت (فلم)
بيرنت أو حُرِق (بالإنجليزية: Burnt) وكان اسمه في البداية فيلم (آدم جونز)، هو فيلم أمريكي درامي كوميدي صادر عام 2015 من إخراج جون ويلس وكتابة ستيفن نايت عن قصة للكاتب ميشيل كالزينكو بطولة كل من برادلي كوبر، سينا ميلير، عمر سي، دانيال برول، ماثيو ريس، أوما ثورمان وإيما تومسون.

## القصة
يحكي العمل مسار الطاهي الأمريكي آدم جونز الذي عُرف بتميزه في نوعية الوصفات التي يقدمها، مما جعله يبالغ في زهوه وغروره، كما ساهم بإغراقه في إدمان المخدرات، مما أوصله لأن يخسر مطعمه وعنوان نجوميته.

عندها يأتي البحث عن فرصة ثانية للكينونة والعودة من جديدة، ولكن هذه المرة تكون في العاصمة البريطانية لندن، ومن أجل هذه المهمة، عليه أن يؤمِّن فريقاً يقبل بخوض التجربة إلى جواره، بالرغم من صعوبة التحدي والمزاجية الكبيرة للمتذوق البريطاني وأيضا نقاد المائدة والمطبخ الفرنسي الميشيلان،

ورحلة التحدي هذه تحتم على الطباخ تجاوز ادمانه، حيث إنه يعلم أن لا فرصة بعد الفرصة الثانية، كما يروي الفيلم أيضاً العلاقات الإنسانية التي تحيط بالطباخ والنقلات الصعبة التي تجعله يتجاوز «الحرق» في المهنة

## طاقم العمل
- برادلي كوبر (ادم جونز)
- سينا ميلير (هيلين)
- عمر سي (ميشيل)
- دانيال برول (توني)
- ماثيو ريس (ريس)
- أوما ثورمان (آن ماري)
- إيما تومسون (د. روزشيلد)
- ليلي جيمس (سارا)
- ريكاردو سكامارسيو (ماكس)
- هينري غولدمان (كونتي)
- ليكسي بانبو-هارت (ليلي)

## الاستقبال

### الاستقبال النقدي
حصل الفيلم على مراجعات سلبية من النقاد حيث حصل على متوسط 29% على موقع الطماطم الفاسدة بينما حصل على معدل 42% على ميتاكريتيك وبتقييم 5,8.

### شباك التذاكر
بلغت إيرادات الفيلم 36,6 مليون دولار، في حين كانت ميزانيته تبلغ 20 مليون دولار.

## وصلات خارجية
- الموقع الرسمي
- مقالات تستعمل روابط فنية بلا صلة مع ويكي بيانات

لا توجد روابط لمواقع التواصل الاجتماعي.